# Josephat Kiprono
Josephat Kiprono (12 dicembre 1973) è un ex maratoneta e mezzofondista keniota.

## Biografia
Nel 1996 ha partecipato ai Mondiali di mezza maratona, vincendo la medaglia d'argento con un tempo di 1h01'30", a 13" di distacco dall'italiano Stefano Baldini.
Nel 2001 ha partecipato ai Mondiali correndo la maratona, e ritirandosi a gara in corso.
In carriera ha inoltre partecipato a due diverse edizioni dei mondiali di corsa campestre (nel 1991 e nel 1992), partecipando in entrambi i casi alla gara juniores e vincendo due medaglie d'oro a squadre (con un sesto ed un quarto posto a livello individuale).

## Palmarès
| Anno | Manifestazione             | Sede             | Evento         | Risultato | Prestazione | Note |
| ---- | -------------------------- | ---------------- | -------------- | --------- | ----------- | ---- |
| 1991 | Mondiali di cross          | Anversa          | Corsa juniores | 6º        | 24'17"      |      |
| 1991 | Mondiali di cross          | Anversa          | A squadre      | Oro       | 19 p.       |      |
| 1992 | Mondiali di cross          | Boston           | Corsa juniores | 4º        | 23'45"      |      |
| 1992 | Mondiali di cross          | Boston           | A squadre      | Oro       | 18 p.       |      |
| 1996 | Mondiali di mezza maratona | Palma di Maiorca | Individuale    | Argento   | 1h01'30"    |      |
| 1996 | Mondiali di mezza maratona | Palma di Maiorca | A squadre      | 4º        | 3h09'24"    |      |
| 2001 | Mondiali                   | Edmonton         | Maratona       | dnf       | dnf         |      |

## Altre competizioni internazionali
1995
- Bronzo all'Humaraton ( Vitry-sur-Seine) - 1h01'14"
- Oro alla Mezza maratona di Nizza ( Nizza) - 1h01'51"
- 5º alla Mezza maratona di Città del Capo ( Città del Capo) - 1h03'44"
- 6º alla Marseille-Cassis ( Marsiglia), 20,3 km - 1h02'53"
- 4º al Grand Prix of Bern ( Berna), 10 miglia - 49'51"
- Argento al Giro podistico internazionale di Castelbuono ( Castelbuono) - 33'09"
- Argento alla Gonnesa Corre ( Gonnesa), 7 km
- Oro al Cross delle Pradelle ( Domegge di Cadore) - 31'51"

1996
- Argento alla Stramilano ( Milano)  - 59'46"
- Bronzo all'Humaraton ( Vitry-sur-Seine) - 1h01'04"
- Bronzo al Grand Prix of Bern ( Berna), 10 miglia - 47'43"
- 7º alla Zevenheuvelenloop ( Nimega) - 44'14"
- 4º alla Parelloop ( Brunssum) - 28'39"
- 5º al Memorial Peppe Greco ( Scicli) - 29'10"
- 4º al Nikaia Crosscountry ( Nizza) - 26'27"

1997
- 5º alla Stramilano ( Milano) - 1h03'10"
- Oro alla Mezza maratona di Trieste ( Trieste) - 1h02'13"
- Oro al Grand Prix of Bern ( Berna), 10 miglia - 47'35"
- 6º al Giro podistico internazionale di Pettinengo ( Pettinengo), 12 km - 35'28"
- 4º al Giro al Sas ( Trento) - 31'20"

1998
- Argento alla Maratona di Berlino ( Berlino) - 2h07'27"
- 4º alla Maratona di Rotterdam ( Rotterdam) - 2h09'11"
- 4º alla Mezza maratona di Lisbona ( Lisbona) - 1h00'27"

1999
- Oro alla Maratona di Berlino ( Berlino) - 2h06'44"
- 5º alla Maratona di Londra ( Londra) - 2h09'49"
- Bronzo alla Mezza maratona di Rio de Janeiro ( Rio de Janeiro) - 1h03'43"

2000
- Argento alla Maratona di Chicago ( Chicago) - 2h07'29"
- Oro alla Maratona di Roma ( Roma) - 2h08'27"
- Argento alla Maratona di Praga ( Praga) - 2h10'38"
- 23º alla Mezza maratona di Lisbona ( Lisbona) - 1h04'42"

2001
- Argento alla Maratona di Amsterdam ( Amsterdam) - 2h07'06"
- Oro alla Maratona di Rotterdam ( Rotterdam) - 2h06'50"

2002
- 5º alla Maratona di Seul ( Seul) - 2h09'51"
- Argento alla Maratona di Kunsan ( Kunsan) - 2h15'25"

2003
- 10º alla Maratona di Chicago ( Chicago) - 2h11'30"
- Argento alla Maratona di Rotterdam ( Rotterdam) - 2h07'53"

2004
- 8º alla Maratona di Xiamen ( Xiamen) - 2h14'37"

2005
- Argento alla Strassenlauf Orenhofen ( Orenhofen) - 30'36"
- Argento alla Welschbilliger Viezfestlauf ( Welschbillig) - 31'47"

2006
- Bronzo alla Mezza maratona di Verl ( Verl) - 1h05'44"
- 6º al Cross National du Republicain Lorrain ( Metz) - 29'33"
- 17º al Lotto CrossCup van West-Vlaanderen ( Roeselare) - 30'40"

2007
- Argento alla Mezza maratona di Ratisbona ( Ratisbona) - 1h06'00"
- 8º alla Mezza maratona di Amburgo ( Amburgo) - 1h07'33"
- Argento alla Citylauf in Dresden ( Dresda) - 30'08"
- 4º alla Gerolsteiner Stadtlauf ( Gerolstein) - 31'50"
- Bronzo alla Internationaler Konzer Citylauf ( Konz) - 32'03"

2009
- 25º alla Standard Chartered Nairobi Half Marathon ( Nairobi) - 1h03'50"

2010
- 21º alla Standard Chartered Nairobi Half Marathon ( Nairobi) - 1h03'59"

2012
- 4º alla Mezza maratona di Zwolle ( Zwolle) - 1h02'58"